# Урошевићи
Урошевићи воде порекло од Уроша Новаковића (око 1780 - 1832) Карађорђевог барјактара, родом из Жабара у лепеничкој кнежини крагујевачке нахије. 

### Порекло
Према предању Урошевићи су пореклом из Рашке. Њихoв предак Недељко дошао је са седам синова из Рашке и средином XVIII века основао је село Жабаре. Недељков син Новак - Новко, пријатељ Карађорђевог оца, отац је Уроша Новаковића. Од Недељковог сина Ђурђа, стрица Уроша Новаковића син је био кнез лепеничке кнежине у време кнеза Милоша, Милутин Ђурђевић, а његов син је пуковник Драгутин Жабарац, први ађутант кнеза Михаила. Од Недељака из Жабара води порекло и породица Ђорђа Миловановића, министра правде, ађутанта кнеза Михаила, чији син је Милован Миловановић, министар иностраних послова Краљевине Србије. Крсна слава био је Свети Никола. 
Барјактар Урош Новаковић (око 1780 - 1832), Жабари, лепеничка кнежина крагујевачке нахије, први пуцао у Битки на Мишару. Био је са Карађорђем у Русији, где је добио од Карађорђа потврду дворјанства. У Хотину у Бесарабији, односно Русији, удала се Урошева сестра за једног од Карађорђевих људи Милутина, названог Турчин. Урош Новаковић је касније, по повратку у Србију, око 1826-1828, био члан окружног суда у Крагујевцу.
Син Уроша Новаковића Петар Урошевић је са Ружицом имао сина Ђорђа П. Урошевића (1850-+1914), трговца из Аранђеловца, народног посланика, који је са првом женом Маријом (око 1855-+1890), родом из Крагујевца имао кћерку Косару Урошевић, која се удала за Милана Дамљановића, трговца из Горњег Милановца, сина Јована Дамљановића, народног посланика, учесника Светоандрејске скупштине, као и другу кћерку Љубицу Урошевић (1883-1945) удату за Љубомира Михајловића (1878—1953), трговца из Аранђеловца, сина народног посланика Павла Михајловића и брата Илије Михајловића (1875—1945), Председника Народне скупштине Краљевине Југославије. Ђорђе П. Урошевић (1850-1914) је други пут, од 1893 год. био ожењен Драгињом Тодосијевић.
Има потомства.

### Сродство
Урошевићи су у сродству са Миловановићима из Жабара и Жабарцима. 